# Chrioloba togulata
Chrioloba togulata là một loài bướm đêm trong họ Geometridae.